# Аба-вуа

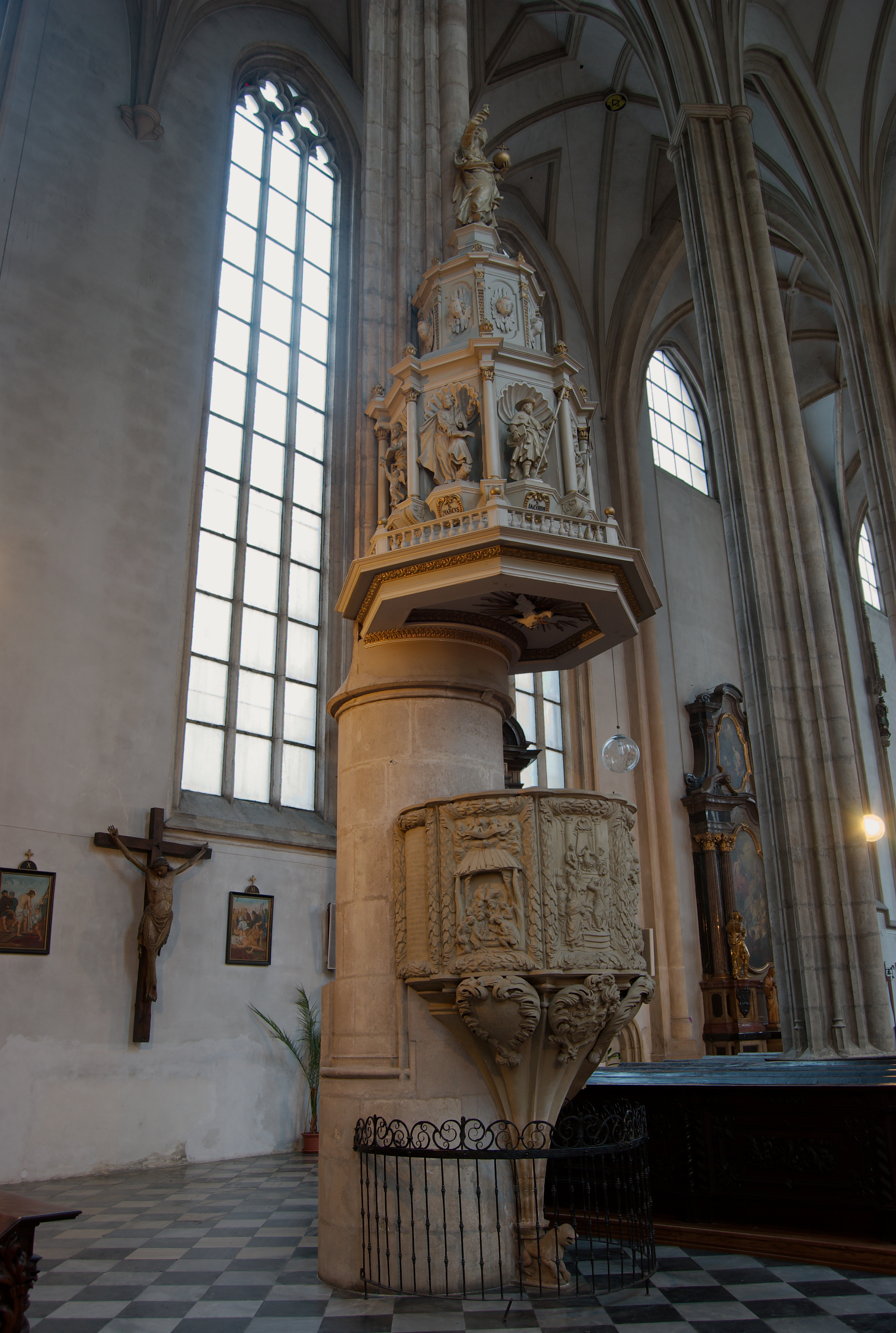
Кафедра с расположенным над ней аба-вуа в готическом соборе

Аба́-вуа́ (фр. abat-voix) — характерный для интерьеров католических церквей (в первую очередь — выполненных в готическом стиле) архитектурный элемент, представляющий собой потолочный навес особой конфигурации над кафедрой. Помимо чисто декоративной роли, аба-вуа выполнял также звукоусиливающую функцию: усиливая и направляя звуковые колебания, он содействовал тому, чтобы голос проповедника доходил до слушателей, не замирая в высоких сводах храма. Близкие понятия: балдахин, киворий.
«Аба́» («а́вва») — именование католического священнослужителя-проповедника, настоятеля монастыря (аббатства), отсюда же ведёт своё происхождение и лат. abbas (аббат). Аба-вуа (abat voit) — это также «Отец видит».